# Tour de France 2012
Le Tour de France 2012 est la 99e édition du Tour de France cycliste. Il s'est élancé le 30 juin 2012 de Liège en Belgique et s'est achevé le 22 juillet 2012 à Paris.
Ce Tour est remporté par le Britannique Bradley Wiggins (Sky), qui s'empare du maillot jaune à l'issue de la première étape de moyenne montagne, à la Planche des Belles Filles. Il devient le premier Britannique à remporter la course. Il succède à l'Australien Cadel Evans (BMC Racing), qui finit septième de cette édition (à 15 min 49 s). Les deuxième et troisième positions sont occupées respectivement par Christopher Froome (Sky), coéquipier et compatriote de Wiggins, et par l'Italien Vincenzo Nibali (Liquigas-Cannondale).
Peter Sagan (Liquigas-Cannondale), vainqueur de trois étapes, devient le premier Slovaque lauréat du classement par points, tandis que le Français Thomas Voeckler (Europcar) s'adjuge le maillot à pois du classement de la montagne. L'Américain Tejay van Garderen (BMC Racing), 5e de l'épreuve, remporte le maillot blanc de meilleur jeune. L'équipe luxembourgeoise RadioShack-Nissan gagne le classement par équipes et le Danois Chris Anker Sørensen (Saxo Bank-Tinkoff Bank) le prix de super-combatif du Tour.

## Présentation

### Parcours
ASO annonce le 29 octobre 2010 que le Tour de France 2012 débute par un prologue le samedi 30 juin 2012 à Liège. C'est la quatrième fois que le Tour de France s'élance de Belgique après Bruxelles en 1958, Charleroi en 1975 et Liège 2004.
Le parcours est dévoilé le 18 octobre 2011, après avoir été mis en ligne par erreur dès le 10 octobre sur le site internet du Tour de France,.
Le Tour débute par un prologue de 6,4 km tracé dans le centre-ville de Liège, les longues lignes droites du circuit favorisent les coureurs puissants. La première semaine du Tour est relativement plate avec des arrivées pour sprinteurs et pour puncheurs.
Ensuite, les favoris auront un terrain favorable pour créer des écarts. En effet, après une arrivée au sommet de la Planche des Belles Filles (7e étape) et une étape de moyenne montagne dans le massif du Jura, côté français et côté suisse (8e étape), se déroulera un contre-la-montre de 38 km à Besançon. Après la journée de repos, le col du Grand Colombier, suivi du col de Richemond, animera le final de la 10e étape, avant une arrivée à La Toussuire le lendemain. L'ascension finale sera précédée du col de la Madeleine, du col de la Croix-de-Fer et du col du Mollard.
Puis, les baroudeurs auront l'occasion de briller lors de la 12e étape, avant une étape de plaine, dont le final sera propice aux bordures. L'enchaînement du port de Lers et de l'inédit mur de Péguère pimentera le final de la 14e étape, même si le sommet de ce dernier est à près de 40 km de l'arrivée. Suivra alors une étape de transition.
Les Pyrénées seront au programme. La 16e étape sera marquée par le célèbre enchainement Aubisque-Tourmalet-Aspin-Peyresourde, puis les coureurs devront grimper le lendemain le port de Balès et la montée vers Peyragudes via le col de Peyresourde. Une étape de plaine, un contre-la-montre de 52 km et le circuit des Champs-Élysées concluront ce Tour de France.
Ainsi, cette Grande Boucle est vue comme présentant des opportunités pour tous les types de coureurs. Il présente aussi plusieurs ascensions n'ayant jamais encore figuré au programme de la Grande Boucle : La Planche des Belles Filles, le col du Grand Colombier (première ascension hors catégorie du Jura), le mur de Péguère, Peyragudes et l'ensemble des petits cols traversés dans le Jura suisse. Le sommet du Tour de France 2012 est le col du Tourmalet, à 2 115 m d'altitude. Les journées de repos, habituellement les lundis, sont des mardis en 2012.

### Équipes
L'organisateur Amaury Sport Organisation a communiqué la liste des équipes invitées le 6 avril 2012. 22 équipes participent à ce Tour de France — 18 ProTeams et 4 équipes continentales professionnelles :
| Nom de l'équipe         | Pays        | Code | Marque de cycle |
| ----------------------- | ----------- | ---- | --------------- |
| AG2R La Mondiale        | France      | ALM  | Kuota           |
| Astana                  | Kazakhstan  | AST  | Specialized     |
| BMC Racing              | États-Unis  | BMC  | BMC             |
| Euskaltel-Euskadi       | Espagne     | EUS  | Orbea           |
| FDJ-BigMat              | France      | FDJ  | Lapierre        |
| Garmin-Sharp            | États-Unis  | GRS  | Cervélo         |
| Katusha                 | Russie      | KAT  | Canyon          |
| Lampre-ISD              | Italie      | LAM  | Wilier          |
| Liquigas-Cannondale     | Italie      | LIQ  | Cannondale      |
| Lotto-Belisol           | Belgique    | LTB  | Ridley          |
| Movistar                | Espagne     | MOV  | Pinarello       |
| Omega Pharma-Quick Step | Belgique    | OPQ  | Specialized     |
| Orica-GreenEDGE         | Australie   | OGE  | Scott           |
| Rabobank                | Pays-Bas    | RAB  | Giant           |
| RadioShack-Nissan       | Luxembourg  | RNT  | Trek            |
| Saxo Bank-Tinkoff Bank  | Danemark    | STB  | Specialized     |
| Sky                     | Royaume-Uni | SKY  | Pinarello       |
| Vacansoleil-DCM         | Pays-Bas    | VCD  | Bianchi         |

| Nom de l'équipe | Pays     | Code | Marque de cycle    |
| --------------- | -------- | ---- | ------------------ |
| Argos-Shimano   | Pays-Bas | ARG  | Felt Bicycles (en) |
| Cofidis         | France   | COF  | Look               |
| Europcar        | France   | EUC  | Colnago            |
| Saur-Sojasun    | France   | SAU  | Time               |

### Favoris

#### Pour le classement général
Deux des principaux protagonistes des derniers Tours de France sont absents de cette édition : Alberto Contador, vainqueur en 2007 et 2009, est suspendu pour dopage, et Andy Schleck, déclaré vainqueur du Tour de France 2010 après déclassement de Contador, souffre d'une fracture de la hanche, contractée lors d'une chute pendant le Critérium du Dauphiné.
En leur absence, les coureurs considérés comme les principaux favoris sont le Britannique Bradley Wiggins et le tenant du titre Cadel Evans,, on peut aussi citer dans une moindre mesure, Vincenzo Nibali et Robert Gesink,,.
Parmi les principaux outsiders et prétendants au podium final, les noms de Samuel Sánchez, Fränk Schleck, Christopher Horner, Jurgen Van den Broeck, Ryder Hesjedal, Levi Leipheimer, Alejandro Valverde, Juan José Cobo et de Denis Menchov sont mentionnés,.

#### Les sprinteurs
Les principaux candidats au maillot vert sont le Britannique Mark Cavendish vainqueur de ce classement en 2011, l'Espagnol José Joaquín Rojas, deuxième en 2011, le Slovaque Peter Sagan, l'Allemand André Greipel, meilleur sprinteur du Tour d'Espagne 2009, et l'Australien Matthew Goss.
Les autres principaux sprinteurs au départ de ce Tour de France sont Óscar Freire, maillot vert en 2008, Alessandro Petacchi, vainqueur de ce classement en 2010, Yauheni Hutarovich, Juan José Haedo et Tyler Farrar.

### Règlement de la course
Le règlement officiel général de l'épreuve est consultable sur le site officiel du tour.
- Le port du casque est obligatoire pour tous dans la totalité des étapes.
- Comme c’est le cas depuis 2005, en cas de chute dans les trois derniers kilomètres, les coureurs impliqués sont crédités du temps du groupe auquel ils appartenaient. Cette règle ne s’applique pas dans les étapes disputées en contre-la-montre et sur les arrivées au sommet d’une ascension.
- Comme c'est le cas depuis 2008, aucune bonification n'est attribuée dans le tour.

#### Règlement du classement général
Le leader du classement général, qui porte le maillot jaune, est déterminé par addition des temps individuels réalisés à chaque étape. En cas d’égalité de temps au classement général, les centièmes de seconde enregistrés par les chronométreurs lors des épreuves contre-la-montre « individuels » sont réincorporés dans le temps total pour départager les coureurs et décider de l’attribution du maillot jaune. En cas de nouvelle égalité, il est fait appel à l’addition des places obtenues à chaque étape et, en dernier ressort, à la place obtenue dans la dernière étape.

#### Règlement du classement par points
À l'issue de chaque étape le leader du classement par points porte le maillot vert. Le classement par points a été modifié par rapport aux années précédentes concernant l'attribution du nombre de points et les sprints intermédiaires. Par ailleurs, il n'y aura plus désormais qu'un seul sprint intermédiaire maximum par étape. Le classement par points est établi en fonction du barème suivant, identique à 2011 :
- Pour les arrivées des étapes dites de « plat » : 45 points, 35, 30, 26, 22, 20, 18, 16, 14, 12, 10, 8, 6, 4 et 2 points pour les 15 premiers coureurs classés
- Pour les arrivées des étapes dites de « parcours accidenté » : 30 points, 25, 22, 19, 17, 15, 13, 11, 9, 7, 6, 5, 4, 3 et 2 points pour les 15 premiers coureurs classés
- Pour les arrivées des étapes dites de « haute montagne », les « contre-la-montre individuels » (y compris le prologue) et les sprints intermédiaires : 20 points, 17, 15, 13, 11, 10, 9, 8, 7, 6, 5, 4, 3, 2 et 1 point pour les 15 premiers coureurs classés

Un coureur qui arrive hors des délais (par exemple dans un éventuel gruppetto) à une étape et qui est repêché reçoit une pénalité équivalente au nombre de points attribués au vainqueur de l'étape. Cette pénalité est automatique et peut conduire à un solde de point négatifs.
En cas d'égalité de points au classement général, les coureurs sont départagés par le nombre de victoires d'étape, puis par le nombre de victoires dans les sprints intermédiaires comptant pour le classement général par point et enfin par le classement général individuel au temps en cas d'égalité absolue. Pour être déclaré vainqueur du classement par points, le coureur se doit de terminer le Tour de France.

#### Règlement du classement de la montagne

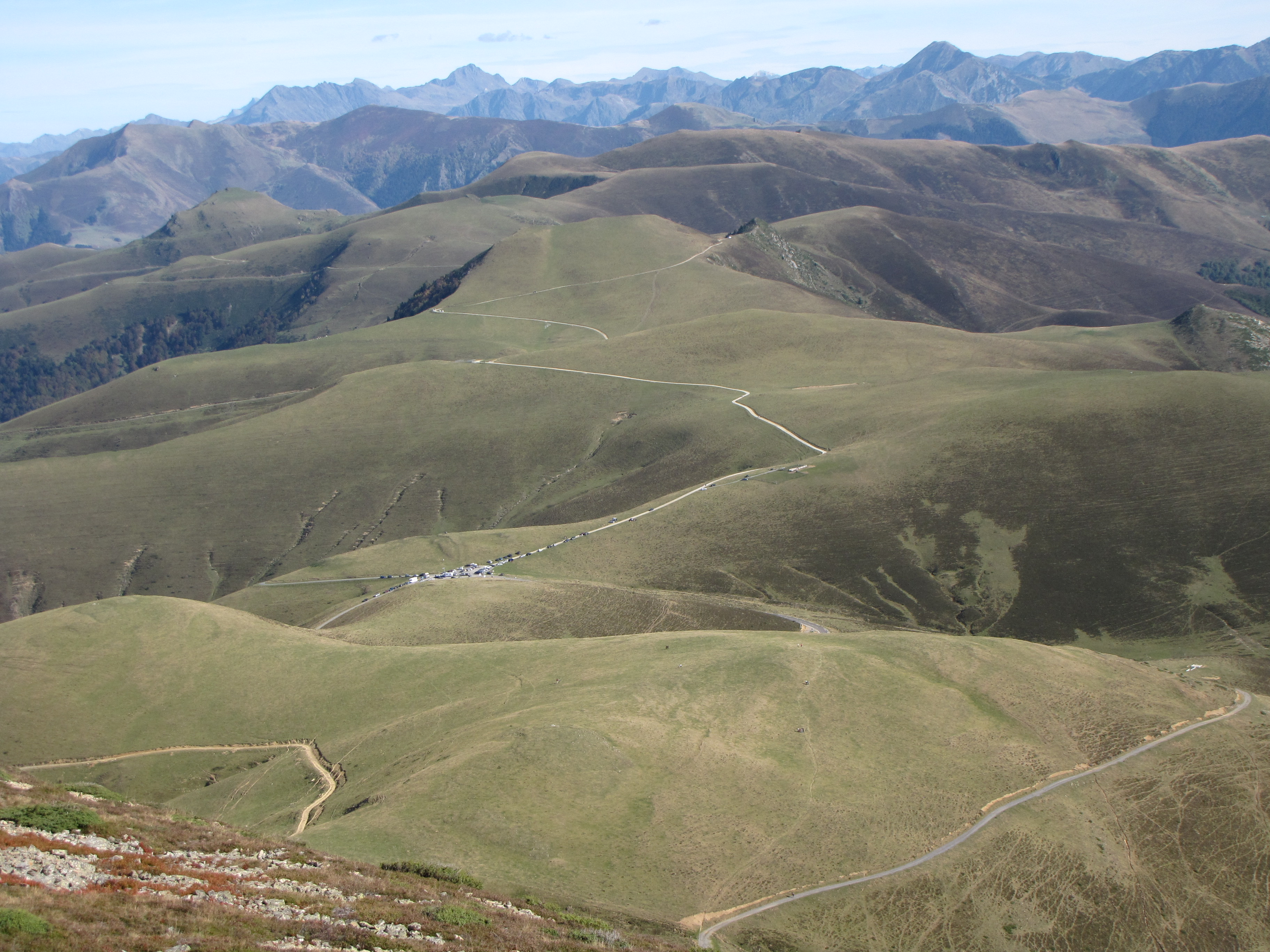
Montée vers le Port de Balès, classé hors-catégorie

Le classement de la montagne, dont le leader porte le maillot à pois, a été modifié par rapport aux années précédentes concernant l'attribution du nombre de points. Il est établi en fonction du barème suivant (modifié par rapport à 2011 pour revaloriser les côtes hors-catégorie) :
- Côte hors-catégorie : 25, 20, 16, 14, 12, 10, 8, 6, 4 et 2 points aux 10 premiers coureurs classés
- Côte de 1re catégorie : 10, 8, 6, 4, 2 et 1 point aux 6 premiers coureurs classés
- Côte de 2e catégorie : 5, 3, 2 et 1 point aux 4 premiers coureurs classés
- Côte de 3e catégorie : 2 et 1 point aux 2 premiers coureurs classés
- Côte de 4e catégorie : 1 point au premier coureur classé

Comme en 2011, les points attribués à une arrivée sur une côte de deuxième, première ou hors-catégorie seront doublés. Ainsi, sur le Tour de France 2012, les points du classement de la montagne attribués à l'arrivée seront doublés pour les étapes 7, 11 et 17.
En cas d'égalité de points entre deux coureurs au classement général final, le coureur ayant obtenu le plus grand nombre de places de premier au sommet des côtes hors catégorie est déclaré vainqueur. Si l'égalité demeure, le coureur ayant obtenu le plus grand nombre de places de premier au sommet des côtes de première catégorie est déclaré vainqueur, et ainsi de suite jusqu'aux côtes de quatrième catégorie, puis enfin par le classement général individuel au temps en cas d'égalité absolue. Pour être déclaré vainqueur du classement de la montagne, le coureur se doit de terminer le Tour de France.

#### Règlement des autres classements annexes
Le classement du meilleur jeune, dont le leader porte le maillot blanc, est réservé aux coureurs nés depuis le 1er janvier 1987. Le premier d'entre eux au classement général individuel au temps est leader journalier des jeunes. À l'issue de la dernière étape, il est déclaré vainqueur du classement des jeunes. En cas d'ex æquo, les mêmes critères de départage que pour le maillot jaune sont appliqués.
Le classement général par équipes s’établit par l’addition des trois meilleurs temps individuels de chaque équipe dans toutes les étapes. À l’issue de la dernière étape, l'équipe créditée du plus petit temps est déclarée vainqueur du classement par équipes. En cas d'ex æquo, les équipes sont départagées par leur nombre de victoires d’étapes par équipes, puis par leur nombre de places de deuxième par équipes et ainsi de suite. Les coureurs de l'équipe leader au classement par équipes portent un dossard jaune. Toute formation réduite à moins de 3 coureurs est éliminée du classement général par équipes.
Le prix de la combativité récompense « le coureur le plus généreux dans l'effort et manifestant le meilleur esprit sportif ». Ce prix, établi dans les étapes en ligne, est décerné par un jury présidé par le directeur de l'organisation. Le combatif de l'étape porte dans l’étape suivante un dossard rouge. À l'issue de la dernière étape un Super Combatif du Tour est désigné par les membres du Jury du Tour de France.

#### Bonifications
Comme en 2011, aucune bonification ne sera accordée.

#### Primes
Au total, plus de 3,4 millions d'euros sont distribués lors de ce Tour. Au départ, chaque équipe recevra 51 243 €, celles arrivant à Paris avec au moins sept coureurs recevront une prime de 1 600 € par coureur. Le vainqueur du classement général final remporte 450 000 €, une prime étant versée jusqu'au dernier coureur classé (400 €).
| Classement  | 1.        | 2.        | 3.        | 4.       | 5.       | 6.       | 7.       | 8.      | 9.      | 10.     | Par jour |
| ----------- | --------- | --------- | --------- | -------- | -------- | -------- | -------- | ------- | ------- | ------- | -------- |
| Général     | 450 000 € | 200 000 € | 100 000 € | 70 000 € | 50 000 € | 23 000 € | 11 500 € | 7 600 € | 4 500 € | 3 800 € | 350 €    |
| Points      | 025 000 € | 015 000 € | 010 000 € | 04 000 € | 03 500 € | 03 000 € | 02 500 € | 2 000 € | –       | –       | 300 €    |
| Grimpeur    | 025 000 € | 015 000 € | 010 000 € | 04 000 € | 03 500 € | 03 000 € | 02 500 € | 2 000 € | –       | –       | 300 €    |
| Jeune       | 020 000 € | 015 000 € | 010 000 € | 05 000 € | –        | –        | –        | –       | –       | –       | 300 €    |
| Par équipes | 050 000 € | 030 000 € | 020 000 € | 12 000 € | 08 000 € | –        | –        | –       | –       | –       | –        |
| Combatif    | 020 000 € | –         | –         | –        | –        | –        | –        | –       | –       | –       | –        |

Un vainqueur d'étape remporte 8 000 €. Les prix des poursuivants sont dégressifs jusqu'au 20e coureur auquel sont attribués 200 €. Lors d'un contre-la-montre individuel, le vainqueur remporte 10 000 €, les prix étant dégressifs jusqu'à la 20e place qui rapporte 200 €. Un prix est attribué aux trois premiers d'un sprint intermédiaire, qui a lieu une fois par étape. Des prix sont aussi attribués pour le passage d'une côte classée, pour le meilleur jeune de l'étape, pour le coureur le plus combatif d'une étape hors contre-la-montre, et pour la meilleure équipe de l'étape.
| Classement            | 1.       | 2.       | 3.      | 4.      | 5.    | 6.    | 7.    | 8.    | 9.    | 10.   |
| --------------------- | -------- | -------- | ------- | ------- | ----- | ----- | ----- | ----- | ----- | ----- |
| Étape                 | 8 000 €  | 4 000 €  | 2 000 € | 1 200 € | 830 € | 780 € | 730 € | 670 € | 650 € | 600 € |
| Contre-la-montre      | 10 000 € | 5 000 €  | 2 500 € | 1 000 € | 800 € | 700 € | 600 € | 600 € | 500 € | 500 € |
| Sprint intermédiaire  | 01 500 € | 01 000 € | 0500 €  | –       | –     | –     | –     | –     | –     | –     |
| Côte classée HC       | 0800 €   | 0450 €   | 0300 €  | –       | –     | –     | –     | –     | –     | –     |
| Côte classée 1re cat. | 0650 €   | 0400 €   | 0150 €  | –       | –     | –     | –     | –     | –     | –     |
| Côte classée 2e cat.  | 0500 €   | 0250 €   | –       | –       | –     | –     | –     | –     | –     | –     |
| Côte classée 3e cat.  | 0300 €   | –        | –       | –       | –     | –     | –     | –     | –     | –     |
| Côte classée 4e cat.  | 0200 €   | –        | –       | –       | –     | –     | –     | –     | –     | –     |
| Meilleur jeune        | 0500 €   | –        | –       | –       | –     | –     | –     | –     | –     | –     |
| Combatif              | 2 000 €  | –        | –       | –       | –     | –     | –     | –     | –     | –     |
| Équipe                | 2 800 €  | –        | –       | –       | –     | –     | –     | –     | –     | –     |

Deux prix spéciaux sont également attribués. Les premiers de l'ascension du col du Tourmalet et du col de la Croix-de-Fer remportent respectivement le souvenir Jacques-Goddet et le souvenir Henri-Desgrange, dotés chacun de 5 000 €.

## Déroulement de la course

### 30 juin - 6 juillet: Cancellara en tête du général, Sagan, vainqueur de trois étapes

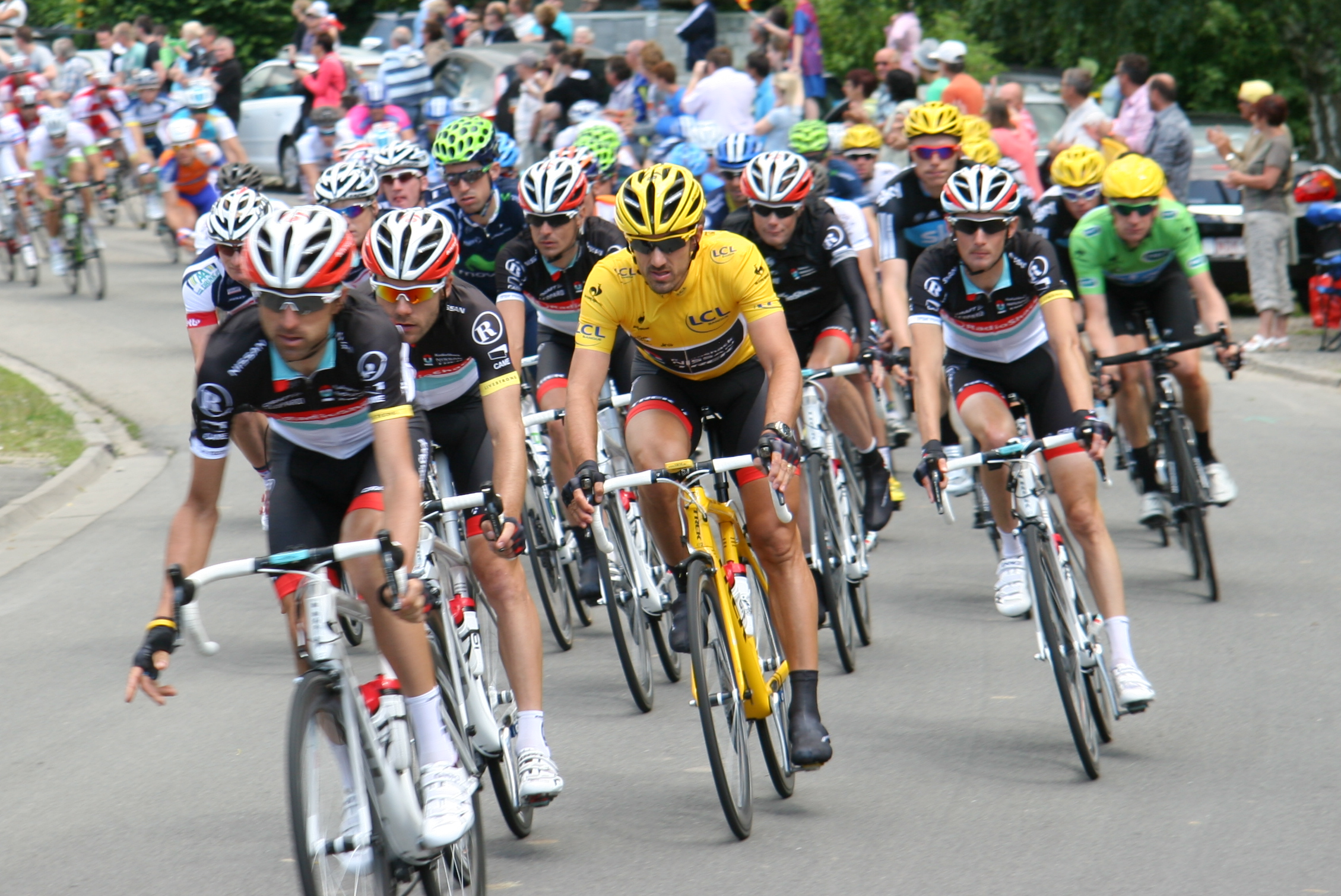
Fabian Cancellara (en jaune) et son équipe, lors de la première étape.

Le prologue d'ouverture de 6,4 km à Liège a été remportée par Fabian Cancellara de l'équipe RadioShack-Nissan. Bradley Wiggins et Sylvain Chavanel se sont classés respectivement deuxième et troisième. Cancellara prend donc le maillot jaune en tant que leader du classement général. Lors de la première étape, dans la montée finale, la Côte de Seraing, Cancellara attaque à 1,5 km de l'arrivée, suivi de Peter Sagan et Edvald Boasson Hagen,c'est Sagan, qui remporte le sprint. L'étape suivante est gagnée par Mark Cavendish. La troisième étape, la première en France, a vu Sagan gagner à nouveau, franchissant la ligne d'arrivée avec une marge confortable sur la courte montée raide de Boulogne-sur-Mer. La quatrième étape s'est terminée avec un sprint de peloton qui a été gagné par André Greipel. La sixième étape a été remportée par Sagan dans un autre sprint du peloton.

### 7 - 9 juillet: Wiggins s'empare du maillot jaune
Dans la septième étape, la première en altitude, la dernière des échappées de la journée a été rattrapée à 1,5 km de l'arrivée, lors de la montée finale vers La Planche des Belles Filles. Un groupe de cinq personnes - Wiggins et son compatriote et coéquipier Christopher Froome, Cadel Evans, Vincenzo Nibali et Rein Taaramäe - se sont ensuite affrontés dans le dernier kilomètre. Evans a attaqué avant que Froome ne contre et remporte l'étape. Cancellara a perdu près de deux minutes dans la journée et laisse le maillot jaune à Wiggins, qui devient le cinquième coureur britannique à porter le maillot . La huitième étape a vu Thibaut Pinot attaquer dans la montée finale, le col de la Croix, et s'imposer en solo à l'arrivée à Porrentruy, en Suisse, remportant la victoire par une marge de 26 secondes. Le contre-la-montre individuel de 41,5 km a été remporté par Wiggins.

### 11 - 14 juillet: Les Alpes avant les étapes de transition
La dixième étape, première classée comme montagneuse, où Thomas Voeckler a remporté la victoire d'étape. Une autre étape de montagne a suivi le jour suivant, qui a de nouveau vu une grande échappée avec la victoire de Pierre Rolland à la station de ski des Sybelles. Le groupe des prétendants au classement général a suivi 55 secondes plus tard. Evans n'était pas dans le groupe des prétendants principaux et, en raison du temps perdu, est passé de la deuxième à la quatrième place du classement général, avec plus de trois minutes de retard. Dans l'étape suivante, une grande échappée s'est formée à 20 km, avant de se réduire plus tard à cinq coureurs au Col du Granier . Ils sont restés ensemble jusqu'à l'arrivée où, à un kilomètre de l'arrivée, David Millar s'est échappé pour remporter la victoire. L'étape suivante s'est terminée avec un sprint groupé remporté par Greipel.

### 15 - 19 juillet: L'écart se creuse dans les Pyrénées
Dans la première étape des Pyrénées, la quatorzième étape, une grande échappée s'est formée au 50 km, et a pris une avance de quinze minutes. Parmi les cinq coureurs restants de la montée finale de Mur de Péguère, Luis León Sánchez a attaqué lors de l'ascension de 11,5 km et s'est rendu en solo à l'arrivée à Foix. Le peloton a passé le Mur de Péguère, et un grand nombre de coureurs ont subi des crevaisons; il a été découvert plus tard que la route avait été saboté avec des punaises. Evans a attendu plus d'une minute pour obtenir une roue de remplacement, puis a subi deux autres crevaisons dans la descente. Dans un esprit sportif, Wiggins a ensuite forcé le peloton à attendre qu'Evans revienne dans le groupe. L'étape suivante a traversé les contreforts des Pyrénées. Une échappée de cinq coureurs a atteint l'arrivée à Pau, où avec 6 km à parcourir, Christian Vande Velde et Pierrick Fédrigo se sont échappés, Fédrigo remportant l'arrivée au sprint.

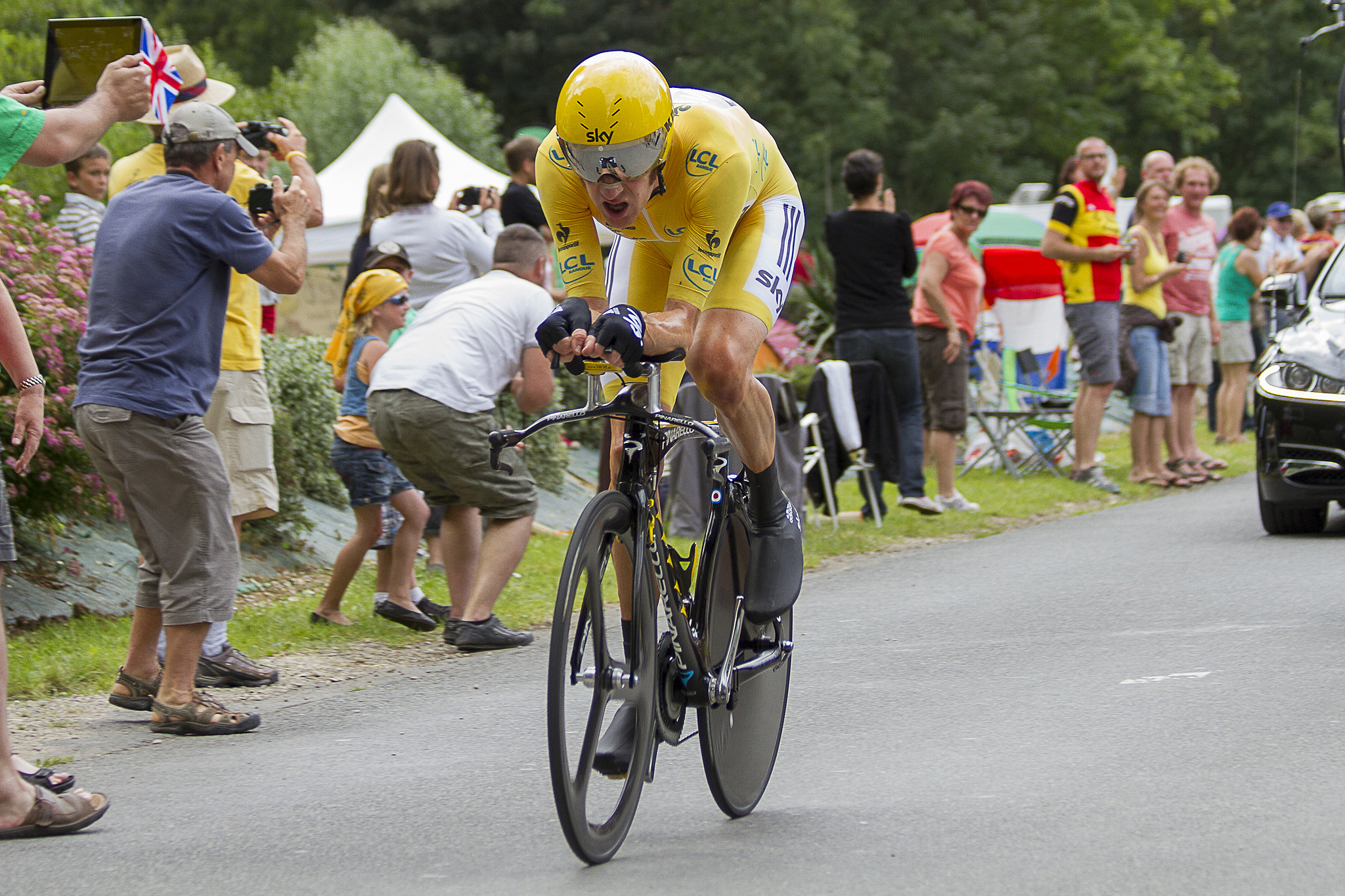
Bradley Wiggins, lors du contre-la-montre.

Dans la seizième étape, la course est entrée en haute montagne avec l'étape reine traversant deux ascensions hors catégorie - le col d'Aubisque et le col du Tourmalet - suivies des ascensions de première catégorie du col d'Aspin et du col de Peyresourde. Une échappée de 38 coureurs a traversé l'Aubisque, avant de se fracturer dans le Tourmalet. Voeckler a attaqué le Peyresourde et a remporté la victoire d'étape avec une marge d'une minute et quarante secondes. Wiggins, Froome et Nibali sont arrivés sept minutes après Voeckler, tandis qu'Evans a perdu près de cinq minutes sur le trio, passant de la quatrième à la septième place du classement général.  Dans la dernière étape des Pyrénées, après un certain nombre d'attaques dans le groupe de tête contenant les prétendants au classement général, Alejandro Valverde franchit le Port de Balès et conserve son avance jusqu'au sommet de la station de ski de Peyragudes. Dans le groupe derrière, Wiggins et Froome ont attaqué leurs rivaux pour terminer dix-neuf secondes plus tard. Nibali est arrivé septième, dix-huit secondes plus tard.

### 20 - 22 juillet: Wiggins, premier britannique vainqueur du Tour
Dans l'étape suivante, six coureurs d'une échappée ont été rattrapés dans la dernière ligne droite d'arrivée à Brive-la-Gaillarde par Cavendish prenant la victoire devant Matthew Goss et Sagan. Wiggins a remporté le dernier contre-la-montre individuel de 53,5 km. Froome a terminé deuxième, une minute et seize secondes de retard, avec Sánchez encore 34 secondes derrière. Dans l'étape finale, Cavendish a gagné sa quatrième étape consécutive des Champs-Élysées, pour enregistrer sa troisième victoire d'étape. Wiggins devient le premier coureur britannique à remporter le Tour de France, devant son compatriote et coéquipier Froome. Nibali s'est classé troisième. Sagan remporte le classement par points, et Voeckler le classement de la montagne. Le meilleur jeune est Tejay van Garderen. RadioShack – Nissan termine vainqueur du classement par équipe. Sur les 198 partants, 153 ont atteint l'arrivée de la dernière étape à Paris.

## Étapes
| Étape     | Date             | Villes étapes                                 |                             | Distance (km)         | Vainqueur d’étape     | Leader du classement général |
| --------- | ---------------- | --------------------------------------------- | --------------------------- | --------------------- | --------------------- | ---------------------------- |
| Prologue  | sam. 30 juin     | Liège (BEL) – Liège (BEL)                     | Contre-la-montre individuel | 6,4                   | Fabian Cancellara     | Fabian Cancellara            |
| 1re étape | dim. 1er juillet | Liège (BEL) – Seraing (BEL)                   | Étape de plaine             | 198                   | Peter Sagan           | Fabian Cancellara            |
| 2e étape  | lun. 2 juillet   | Visé (BEL) – Tournai (BEL)                    | Étape de plaine             | 207,5                 | Mark Cavendish        | Fabian Cancellara            |
| 3e étape  | mar. 3 juillet   | Orchies – Boulogne-sur-Mer                    | Étape accidentée            | 197                   | Peter Sagan           | Fabian Cancellara            |
| 4e étape  | mer. 4 juillet   | Abbeville – Rouen                             | Étape de plaine             | 214,5                 | André Greipel         | Fabian Cancellara            |
| 5e étape  | jeu. 5 juillet   | Rouen – Saint-Quentin                         | Étape de plaine             | 196,5                 | André Greipel         | Fabian Cancellara            |
| 6e étape  | ven. 6 juillet   | Épernay – Metz                                | Étape de plaine             | 205                   | Peter Sagan           | Fabian Cancellara            |
| 7e étape  | sam. 7 juillet   | Tomblaine – La Planche des Belles Filles      | Étape accidentée            | 199                   | Christopher Froome    | Bradley Wiggins              |
| 8e étape  | dim. 8 juillet   | Belfort – Porrentruy (SUI)                    | Étape accidentée            | 157,5                 | Thibaut Pinot         | Bradley Wiggins              |
| 9e étape  | lun. 9 juillet   | Arc-et-Senans – Besançon                      | Contre-la-montre individuel | 41,5                  | Bradley Wiggins       | Bradley Wiggins              |
|           | mar. 10 juillet  | Mâcon                                         | Jour de repos               | Journée de repos no 1 | Journée de repos no 1 | Journée de repos no 1        |
| 10e étape | mer. 11 juillet  | Mâcon – Bellegarde-sur-Valserine              | Étape de montagne           | 194,5                 | Thomas Voeckler       | Bradley Wiggins              |
| 11e étape | jeu. 12 juillet  | Albertville – La Toussuire - Les Sybelles     | Étape de montagne           | 148                   | Pierre Rolland        | Bradley Wiggins              |
| 12e étape | ven. 13 juillet  | Saint-Jean-de-Maurienne – Annonay - Davézieux | Étape accidentée            | 226                   | David Millar          | Bradley Wiggins              |
| 13e étape | sam. 14 juillet  | Saint-Paul-Trois-Châteaux – Le Cap d'Agde     | Étape de plaine             | 217                   | André Greipel         | Bradley Wiggins              |
| 14e étape | dim. 15 juillet  | Limoux – Foix                                 | Étape de montagne           | 191                   | Luis León Sánchez     | Bradley Wiggins              |
| 15e étape | lun. 16 juillet  | Samatan – Pau                                 | Étape de plaine             | 158,5                 | Pierrick Fédrigo      | Bradley Wiggins              |
|           | mar. 17 juillet  | Pau                                           | Jour de repos               | Journée de repos no 2 | Journée de repos no 2 | Journée de repos no 2        |
| 16e étape | mer. 18 juillet  | Pau – Bagnères-de-Luchon                      | Étape de montagne           | 197                   | Thomas Voeckler       | Bradley Wiggins              |
| 17e étape | jeu. 19 juillet  | Bagnères-de-Luchon – Peyragudes               | Étape de montagne           | 143,5                 | Alejandro Valverde    | Bradley Wiggins              |
| 18e étape | ven. 20 juillet  | Blagnac – Brive-la-Gaillarde                  | Étape de plaine             | 222,5                 | Mark Cavendish        | Bradley Wiggins              |
| 19e étape | sam. 21 juillet  | Bonneval – Chartres                           | Contre-la-montre individuel | 53,5                  | Bradley Wiggins       | Bradley Wiggins              |
| 20e étape | dim. 22 juillet  | Rambouillet – Paris - Champs-Élysées          | Étape de plaine             | 120                   | Mark Cavendish        | Bradley Wiggins              |

## Classements

### Classement général final

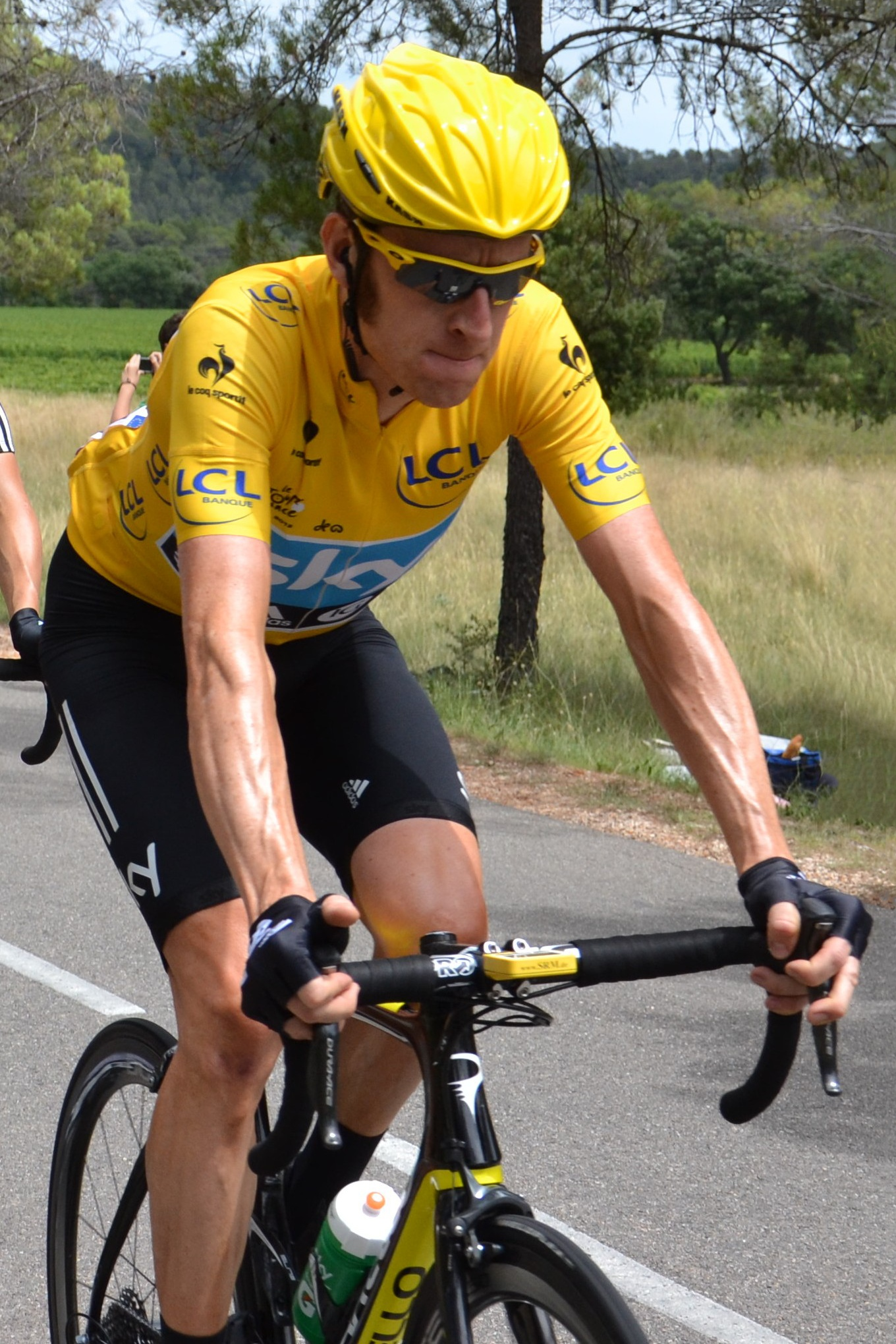
Bradley Wiggins portant le maillot jaune.

Le coureur russe Denis Menchov a été disqualifié en juillet 2014 par l'UCI pour des irrégularités dans son passeport biologique. Initialement 15e à 27 min 22 s, sa place est laissée vacante.
| Classement général | Classement général          | Classement général | Classement général     | Classement général  |
|                    | Coureur                     | Pays               | Équipe                 | Temps               |
| ------------------ | --------------------------- | ------------------ | ---------------------- | ------------------- |
| 1er                | Bradley Wiggins             | Royaume-Uni        | Sky                    | en 87 h 34 min 47 s |
| 2e                 | Christopher Froome          | Royaume-Uni        | Sky                    | + 3 min 21 s        |
| 3e                 | Vincenzo Nibali             | Italie             | Liquigas-Cannondale    | + 6 min 19 s        |
| 4e                 | Jurgen Van den Broeck       | Belgique           | Lotto-Belisol          | + 10 min 15 s       |
| 5e                 | Tejay van Garderen          | États-Unis         | BMC Racing             | + 11 min 4 s        |
| 6e                 | Haimar Zubeldia             | Espagne            | RadioShack-Nissan      | + 15 min 41 s       |
| 7e                 | Cadel Evans                 | Australie          | BMC Racing             | + 15 min 49 s       |
| 8e                 | Pierre Rolland              | France             | Europcar               | + 16 min 26 s       |
| 9e                 | Janez Brajkovič             | Slovénie           | Astana                 | + 16 min 33 s       |
| 10e                | Thibaut Pinot               | France             | FDJ-BigMat             | + 17 min 17 s       |
| 11e                | Andreas Klöden              | Allemagne          | RadioShack-Nissan      | + 17 min 54 s       |
| 12e                | Nicolas Roche               | Irlande            | AG2R La Mondiale       | + 19 min 33 s       |
| 13e                | Christopher Horner          | États-Unis         | RadioShack-Nissan      | + 19 min 55 s       |
| 14e                | Chris Anker Sørensen        | Danemark           | Saxo Bank-Tinkoff Bank | + 25 min 27 s       |
| 15e                | Denis Menchov Place vacante | Russie —           | Katusha —              |                     |
| 16e                | Maxime Monfort              | Belgique           | RadioShack-Nissan      | + 28 min 30 s       |
| 17e                | Egoi Martínez               | Espagne            | Euskaltel-Euskadi      | + 31 min 46 s       |
| 18e                | Rui Costa                   | Portugal           | Movistar               | + 37 min 3 s        |
| 19e                | Eduard Vorganov             | Russie             | Katusha                | + 38 min 16 s       |
| 20e                | Alejandro Valverde          | Espagne            | Movistar               | + 42 min 26 s       |
| 21e                | Jérôme Coppel               | France             | Saur-Sojasun           | + 45 min 43 s       |
| 22e                | Sandy Casar                 | France             | FDJ-BigMat             | + 46 min 52 s       |
| 23e                | Michael Rogers              | Australie          | Sky                    | + 54 min 52 s       |
| 24e                | Michele Scarponi            | Italie             | Lampre-ISD             | + 58 min 37 s       |
| 25e                | Ivan Basso                  | Italie             | Liquigas-Cannondale    | + 59 min 49 s       |
| modifier           |                             |                    |                        |                     |

### Classements annexes finals
| Classement par points | Classement par points | Classement par points | Classement par points  | Classement par points |
| --------------------- | --------------------- | --------------------- | ---------------------- | --------------------- |
|                       | Coureur               | Pays                  | Équipe                 | Point(s)              |
| 1er                   | Peter Sagan           | Slovaquie             | Liquigas-Cannondale    | 421 points            |
| 2e                    | André Greipel         | Allemagne             | Lotto-Belisol          | 280 pts               |
| 3e                    | Matthew Goss          | Australie             | Orica-GreenEDGE        | 268 pts               |
| 4e                    | Mark Cavendish        | Royaume-Uni           | Sky                    | 220 pts               |
| 5e                    | Edvald Boasson Hagen  | Norvège               | Sky                    | 160 pts               |
| 6e                    | Bradley Wiggins       | Royaume-Uni           | Sky                    | 144 pts               |
| 7e                    | Christopher Froome    | Royaume-Uni           | Sky                    | 126 pts               |
| 8e                    | Luis León Sánchez     | Espagne               | Rabobank               | 104 pts               |
| 9e                    | Juan José Haedo       | Argentine             | Saxo Bank-Tinkoff Bank | 102 pts               |
| 10e                   | Cadel Evans           | Australie             | BMC Racing             | 100 pts               |
| modifier              |                       |                       |                        |                       |

| Classement du meilleur grimpeur | Classement du meilleur grimpeur | Classement du meilleur grimpeur | Classement du meilleur grimpeur | Classement du meilleur grimpeur |
| ------------------------------- | ------------------------------- | ------------------------------- | ------------------------------- | ------------------------------- |
|                                 | Coureur                         | Pays                            | Équipe                          | Point(s)                        |
| 1er                             | Thomas Voeckler                 | France                          | Europcar                        | 135 points                      |
| 2e                              | Fredrik Kessiakoff              | Suède                           | Astana                          | 123 pts                         |
| 3e                              | Chris Anker Sørensen            | Danemark                        | Saxo Bank-Tinkoff Bank          | 77 pts                          |
| 4e                              | Pierre Rolland                  | France                          | Europcar                        | 63 pts                          |
| 5e                              | Alejandro Valverde              | Espagne                         | Movistar                        | 51 pts                          |
| 6e                              | Christopher Froome              | Royaume-Uni                     | Sky                             | 48 pts                          |
| 7e                              | Egoi Martínez                   | Espagne                         | Euskaltel-Euskadi               | 43 pts                          |
| 8e                              | Thibaut Pinot                   | France                          | FDJ-BigMat                      | 40 pts                          |
| 9e                              | Brice Feillu                    | France                          | Saur-Sojasun                    | 38 pts                          |
| 10e                             | Dan Martin                      | Irlande                         | Garmin-Sharp                    | 34 pts                          |
| modifier                        |                                 |                                 |                                 |                                 |

| Classement du meilleur jeune | Classement du meilleur jeune | Classement du meilleur jeune | Classement du meilleur jeune | Classement du meilleur jeune |
|                              | Coureur                      | Pays                         | Équipe                       | Temps                        |
| ---------------------------- | ---------------------------- | ---------------------------- | ---------------------------- | ---------------------------- |
| 1er                          | Tejay van Garderen           | États-Unis                   | BMC Racing                   | en 87 h 45 min 51 s          |
| 2e                           | Thibaut Pinot                | France                       | FDJ-BigMat                   | + 6 min 13 s                 |
| 3e                           | Steven Kruijswijk            | Pays-Bas                     | Rabobank                     | + 1 h 5 min 48 s             |
| 4e                           | Rein Taaramäe                | Estonie                      | Cofidis                      | + 1 h 16 min 48 s            |
| 5e                           | Gorka Izagirre               | Espagne                      | Euskaltel-Euskadi            | + 1 h 21 min 15 s            |
| 6e                           | Rafael Valls                 | Espagne                      | Vacansoleil-DCM              | + 1 h 26 min 53 s            |
| 7e                           | Peter Sagan                  | Slovaquie                    | Liquigas-Cannondale          | + 1 h 27 min 33 s            |
| 8e                           | Dominik Nerz                 | Allemagne                    | Liquigas-Cannondale          | + 1 h 31 min 8 s             |
| 9e                           | Edvald Boasson Hagen         | Norvège                      | Sky                          | + 1 h 41 min 30 s            |
| 10e                          | Davide Malacarne             | Italie                       | Europcar                     | + 1 h 46 min 41 s            |
| modifier                     |                              |                              |                              |                              |

| Classement par équipes, | Classement par équipes, | Classement par équipes, | Classement par équipes, |
|                         | Équipe                  | Pays                    | Temps                   |
| ----------------------- | ----------------------- | ----------------------- | ----------------------- |
| 1re                     | RadioShack-Nissan       | Luxembourg              | en 263 h 12 min 14 s    |
| 2e                      | Sky                     | Royaume-Uni             | + 5 min 46 s            |
| 3e                      | BMC Racing              | États-Unis              | + 36 min 29 s           |
| 4e                      | Astana                  | Kazakhstan              | + 43 min 22 s           |
| 5e                      | Liquigas-Cannondale     | Italie                  | + 1 h 4 min 55 s        |
| 6e                      | Movistar                | Espagne                 | + 1 h 8 min 16 s        |
| 7e                      | Europcar                | France                  | + 1 h 8 min 46 s        |
| 8e                      | Katusha                 | Russie                  | + 1 h 12 min 46 s       |
| 9e                      | FDJ-BigMat              | France                  | + 1 h 19 min 30 s       |
| 10e                     | AG2R La Mondiale        | France                  | + 1 h 41 min 15 s       |
| modifier                |                         |                         |                         |

#### Prix de la combativité
- Chris Anker Sørensen  (Saxo Bank-Tinkoff Bank)[28]

### Évolution des classements
| Étape              | Vainqueur          | Classement général | Classement par points | Classement de la montagne | Classement du meilleur jeune | Classement par équipes | Prix de la combativité |
| ------------------ | ------------------ | ------------------ | --------------------- | ------------------------- | ---------------------------- | ---------------------- | ---------------------- |
| P                  | Fabian Cancellara  | Fabian Cancellara  | Fabian Cancellara     | non décerné               | Tejay van Garderen           | Sky                    | non décerné            |
| 1                  | Peter Sagan        | Fabian Cancellara  | Fabian Cancellara     | Michael Mørkøv            | Tejay van Garderen           | Sky                    | Nicolas Edet           |
| 2                  | Mark Cavendish     | Fabian Cancellara  | Peter Sagan           | Michael Mørkøv            | Tejay van Garderen           | Sky                    | Anthony Roux           |
| 3                  | Peter Sagan        | Fabian Cancellara  | Peter Sagan           | Michael Mørkøv            | Tejay van Garderen           | Sky                    | Michael Mørkøv         |
| 4                  | André Greipel      | Fabian Cancellara  | Peter Sagan           | Michael Mørkøv            | Tejay van Garderen           | Sky                    | Yukiya Arashiro        |
| 5                  | André Greipel      | Fabian Cancellara  | Peter Sagan           | Michael Mørkøv            | Tejay van Garderen           | Sky                    | Matthieu Ladagnous     |
| 6                  | Peter Sagan        | Fabian Cancellara  | Peter Sagan           | Michael Mørkøv            | Tejay van Garderen           | Sky                    | David Zabriskie        |
| 7                  | Christopher Froome | Bradley Wiggins    | Peter Sagan           | Christopher Froome        | Rein Taaramäe                | Sky                    | Luis León Sánchez      |
| 8                  | Thibaut Pinot      | Bradley Wiggins    | Peter Sagan           | Fredrik Kessiakoff        | Rein Taaramäe                | RadioShack-Nissan      | Fredrik Kessiakoff     |
| 9                  | Bradley Wiggins    | Bradley Wiggins    | Peter Sagan           | Fredrik Kessiakoff        | Tejay van Garderen           | RadioShack-Nissan      | non décerné            |
| 10                 | Thomas Voeckler    | Bradley Wiggins    | Peter Sagan           | Thomas Voeckler           | Tejay van Garderen           | RadioShack-Nissan      | Thomas Voeckler        |
| 11                 | Pierre Rolland     | Bradley Wiggins    | Peter Sagan           | Fredrik Kessiakoff        | Tejay van Garderen           | RadioShack-Nissan      | Pierre Rolland         |
| 12                 | David Millar       | Bradley Wiggins    | Peter Sagan           | Fredrik Kessiakoff        | Tejay van Garderen           | RadioShack-Nissan      | Robert Kišerlovski     |
| 13                 | André Greipel      | Bradley Wiggins    | Peter Sagan           | Fredrik Kessiakoff        | Tejay van Garderen           | RadioShack-Nissan      | Michael Mørkøv         |
| 14                 | Luis León Sánchez  | Bradley Wiggins    | Peter Sagan           | Fredrik Kessiakoff        | Tejay van Garderen           | RadioShack-Nissan      | Peter Sagan            |
| 15                 | Pierrick Fédrigo   | Bradley Wiggins    | Peter Sagan           | Fredrik Kessiakoff        | Tejay van Garderen           | RadioShack-Nissan      | Nicki Sørensen         |
| 16                 | Thomas Voeckler    | Bradley Wiggins    | Peter Sagan           | Thomas Voeckler           | Tejay van Garderen           | RadioShack-Nissan      | Thomas Voeckler        |
| 17                 | Alejandro Valverde | Bradley Wiggins    | Peter Sagan           | Thomas Voeckler           | Tejay van Garderen           | RadioShack-Nissan      | Alejandro Valverde     |
| 18                 | Mark Cavendish     | Bradley Wiggins    | Peter Sagan           | Thomas Voeckler           | Tejay van Garderen           | RadioShack-Nissan      | Alexandre Vinokourov   |
| 19                 | Bradley Wiggins    | Bradley Wiggins    | Peter Sagan           | Thomas Voeckler           | Tejay van Garderen           | RadioShack-Nissan      | non décerné            |
| 20                 | Mark Cavendish     | Bradley Wiggins    | Peter Sagan           | Thomas Voeckler           | Tejay van Garderen           | RadioShack-Nissan      | non décerné            |
| Classements finals | Classements finals | Bradley Wiggins    | Peter Sagan           | Thomas Voeckler           | Tejay van Garderen           | RadioShack-Nissan      | Chris Anker Sørensen   |

### UCI World Tour
Ce Tour de France attribue des points pour l'UCI World Tour 2012, seulement aux coureurs des équipes ayant un label ProTeam.
| Position           | 1er | 2e  | 3e  | 4e  | 5e  | 6e | 7e | 8e | 9e | 10e | 11e | 12e | 13e | 14e | 15e | 16e | 17e | 18e | 19e | 20e |
| Classement général | 200 | 150 | 120 | 110 | 100 | 90 | 80 | 70 | 60 | 50  | 40  | 30  | 24  | 20  | 16  | 12  | 10  | 8   | 6   | 4   |
| Par étape          | 20  | 10  | 6   | 4   | 2   |    |    |    |    |     |     |     |     |     |     |     |     |     |     |     |

| #  | Coureur               | Équipe              | Points |
| -- | --------------------- | ------------------- | ------ |
| 1  | Bradley Wiggins       | Sky                 | 266    |
| 2  | Christopher Froome    | Sky                 | 206    |
| 3  | Vincenzo Nibali       | Liquigas-Cannondale | 128    |
| 4  | Jurgen Van den Broeck | Lotto-Belisol       | 114    |
| 5  | Tejay van Garderen    | BMC Racing          | 108    |
| 6  | Cadel Evans           | BMC Racing          | 100    |
| 7  | Peter Sagan           | Liquigas-Cannondale | 98     |
| 8  | Haimar Zubeldia       | RadioShack-Nissan   | 90     |
| 9  | Thibaut Pinot         | FDJ-BigMat          | 84     |
| 10 | André Greipel         | Lotto-Belisol       | 80     |

| Suite du classement (11-46) | Suite du classement (11-46) | Suite du classement (11-46) | Suite du classement (11-46) |
| --------------------------- | --------------------------- | --------------------------- | --------------------------- |
| 11                          | Mark Cavendish              | Sky                         | 62                          |
| 12                          | Janez Brajkovič             | Astana                      | 60                          |
| 13                          | Matthew Goss                | Orica-GreenEDGE             | 42                          |
| 14                          | Fabian Cancellara           | RadioShack-Nissan           | 40                          |
| 14                          | Andreas Klöden              | RadioShack-Nissan           | 40                          |
| 16                          | Luis León Sánchez           | Rabobank                    | 34                          |
| 17                          | Nicolas Roche               | AG2R La Mondiale            | 32                          |
| 18                          | Chris Anker Sørensen        | Saxo Bank-Tinkoff Bank      | 30                          |
| 19                          | Edvald Boasson Hagen        | Sky                         | 24                          |
| 19                          | Christopher Horner          | RadioShack-Nissan           | 24                          |
| 21                          | Alejandro Valverde          | Movistar                    | 22                          |
| 22                          | Pierrick Fédrigo            | FDJ-BigMat                  | 20                          |
| 22                          | David Millar                | Garmin-Sharp                | 20                          |
| 24                          | Egoi Martínez               | Euskaltel-Euskadi           | 16                          |
| 24                          | Denis Menchov               | Katusha                     | 16                          |
| 26                          | Juan José Haedo             | Saxo Bank-Tinkoff Bank      | 12                          |
| 26                          | Maxime Monfort              | RadioShack-Nissan           | 12                          |
| 26                          | Alessandro Petacchi         | Lampre-ISD                  | 12                          |
| 29                          | Jean-Christophe Péraud      | AG2R La Mondiale            | 10                          |
| 29                          | Michele Scarponi            | Lampre-ISD                  | 10                          |
| 29                          | Christian Vande Velde       | Garmin-Sharp                | 10                          |
| 29                          | Peter Velits                | Omega Pharma-Quick Step     | 10                          |
| 33                          | Sylvain Chavanel            | Omega Pharma-Quick Step     | 8                           |
| 33                          | Rui Costa                   | Movistar                    | 8                           |
| 33                          | Philippe Gilbert            | BMC Racing                  | 8                           |
| 33                          | Gorka Izagirre              | Euskaltel-Euskadi           | 8                           |
| 37                          | Sandy Casar                 | FDJ-BigMat                  | 6                           |
| 37                          | Tony Gallopin               | RadioShack-Nissan           | 6                           |
| 37                          | Jens Voigt                  | RadioShack-Nissan           | 6                           |
| 37                          | Eduard Vorganov             | Katusha                     | 6                           |
| 41                          | Dries Devenyns              | Omega Pharma-Quick Step     | 4                           |
| 41                          | Sébastien Hinault           | AG2R La Mondiale            | 4                           |
| 41                          | Nicki Sørensen              | Saxo Bank-Tinkoff Bank      | 4                           |
| 41                          | Kenny van Hummel            | Vacansoleil-DCM             | 4                           |
| 41                          | Alexandre Vinokourov        | Astana                      | 4                           |
| 46                          | Michael Albasini            | Orica-GreenEDGE             | 2                           |
| 46                          | Kris Boeckmans              | Vacansoleil-DCM             | 2                           |
| 46                          | Daryl Impey                 | Orica-GreenEDGE             | 2                           |
| 46                          | Robert Kišerlovski          | Astana                      | 2                           |
| 46                          | Bauke Mollema               | Rabobank                    | 2                           |
| 46                          | Richie Porte                | Sky                         | 2                           |

## Liste des participants
198 coureurs répartis dans 22 équipes prennent part à ce Tour de France.

## Bilan
Plusieurs commentateurs ont souligné l'ennui d'une compétition entièrement dominée par une seule équipe et dont le déroulement était prévu. C'est notamment le cas de Patrick Chassé sur Rue89 ou de François Bégaudeau dans Le Monde.
Frédéric Portoleau, « calcule depuis les années 90 les puissances développées par les coureurs du Tour de France ». Il estime que « sur l’ensemble du Tour 2012, [la performance de Bradley Wiggins] se situe entre celle d’Evans l’an dernier et celle de Schleck en 2010 ». « Dans la hiérarchie des meilleures performances des vainqueurs du Tour, établie par Frédéric Portoleau, Wiggins se situe à égalité avec Cadel Evans (Alpe d’Huez 2006), Laurent Fignon (Superbagnères 1989) et Greg LeMond (Avoriaz 1985). Il est à distance raisonnable d’Andy Schleck (Tourmalet 2010) et Alberto Contador (Plateau de Beille 2007) ».
Le 17 août 2012, l'UCI annonce que tous les contrôles antidopage effectués pendant le Tour de France 2012 se sont révélés négatifs.

## Dopage et lutte antidopage
Lors de la première journée de repos, Rémy Di Grégorio est arrêté à l'hôtel de l'équipe Cofidis à Bourg-en-Bresse dans le cadre d'une affaire liée au dopage et l'équipe Cofidis le suspend à titre conservatoire. Lors de la seconde journée de repos, c'est Fränk Schleck qui est contrôlé positif à un diurétique (la xipamide) après l'étape du 14 juillet. Il décide alors de lui-même de se retirer de la compétition. En 2018, un rapport parlementaire britannique accuse la Sky d'avoir contourné l'éthique et certaines règlementations antidopage pour remporter le Tour de France 2012. Le rapport reconnait en outre des défaillances de l’agence britannique de lutte contre le dopage.